# اکسپرت آرای

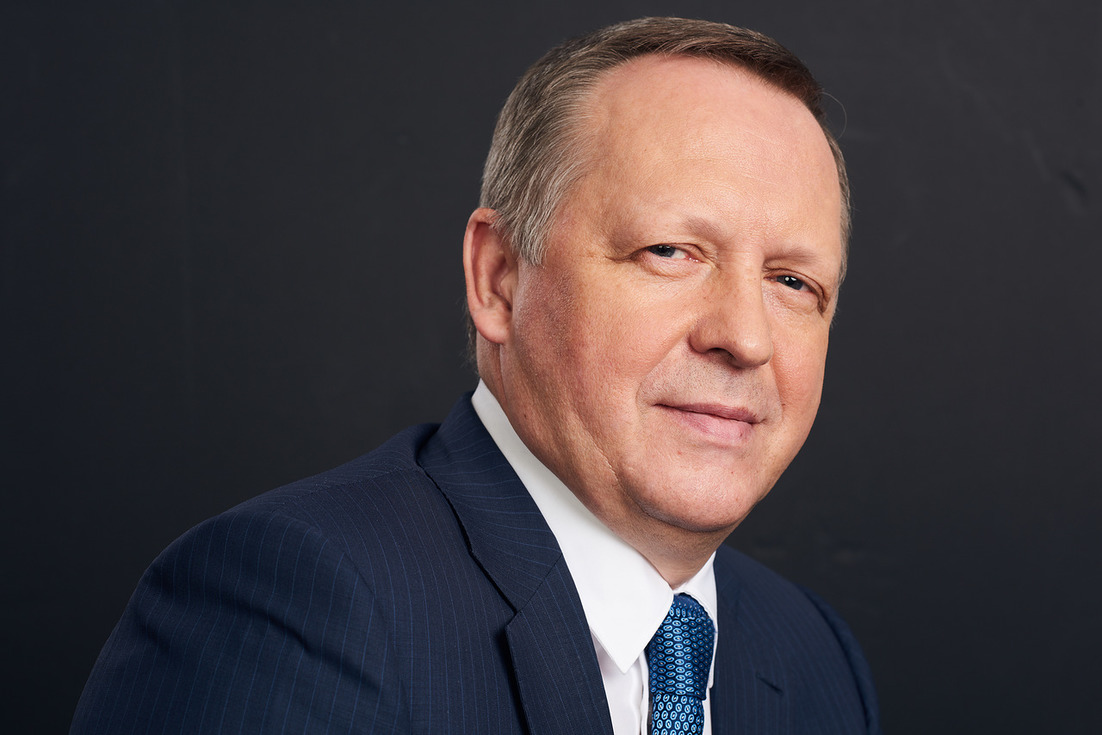
سرگئی تیشچنکو - مدیر عامل اکسپرت آرای

اکسپرت آرای (انگلیسی: Expert RA) قدیمی‌ترین آژانس رتبه‌بندی اعتباری روسیه و همچنین بزرگترین آژانس از نظر مشتریان و تعداد کارکنان است. اکسپرت آرای ۲۰ سال است که رتبه‌های اعتباری را تعیین می‌کند. اکسپرت آرای در فهرست مؤسسات رتبه‌بندی مجاز قرار دارد، به این معنی که رتبه‌بندی اعتباری آن برای اهداف نظارتی برای بانک‌ها، بیمه‌گران، صندوق‌های بازنشستگی و وام‌دهندگان قابل اعمال است.

## تاریخچه
۱۹۹۵ - اولین رتبه‌بندی در پلت‌فرم مجله اکسپرت.
۱۹۹۷ - آژانس رتبه‌بندی اعتباری اکسپرت آرای تأسیس شد.
۱۹۹۸ - اکسپرت آرای خط تجاری تجزیه و تحلیل و ارتباطات خود را ایجاد کرد.
۲۰۰۱ - رتبه‌بندی اکسپرت آرای در محیط کسب و کار ادغام شد. و توسط صرافی‌ها و انجمن‌های حرفه‌ای به رسمیت شناخته شد.
۲۰۱۰ - اکسپرت آرای توسط وزارت دارایی روسیه به رسمیت شناخته شد.
۲۰۱۴ - اکسپرت آرای هولدینگ گروه بین‌المللی آرای‌ئی‌ایکس را به منظور توسعه تجارت خود در خارج از کشور راه‌اندازی کرد.
۲۰۱۶ - بانک مرکزی روسیه اکسپرت آرای را در لیست آژانس‌های اعتباری معتبر قرار داده‌است.
۲۰۱۷ - تغییر مقیاس رتبه‌بندی، ۱۹ درجه‌بندی در سیستم رتبه‌بندی معرفی شد.
۲۰۱۸ - اکسپرت آرای یک تفاهم‌نامه همکاری استراتژیک با گروه رتبه‌بندی اعتباری چانگشین چین امضا کرد.
۲۰۱۹ - تأسیس اکسپرت بیزینس سولوشن، شرکتی که قصد دارد از محصولات تحلیلی بدون رتبه‌بندی پشتیبانی کند.
۲۰۲۰ - انجمن بین‌المللی بازار سرمایه، اکسپرت آرای را در فهرست تأییدکنندگان مستقل اوراق قرضه سبز و اجتماعی قرار داده‌است.